# McKenzie County
Das McKenzie County ist ein County im Bundesstaat North Dakota der Vereinigten Staaten. Der Verwaltungssitz (County Seat) ist Watford City.

## Geographie
Das County liegt im Westen von North Dakota, grenzt an Montana und hat eine Fläche von 7410 Quadratkilometern, wovon 308 Quadratkilometer Wasserfläche sind. Es grenzt im Uhrzeigersinn an folgende Countys: Williams County, Mountrail County, Dunn County, Billings County, Golden Valley County, Wibaux County (Montana) und Richland County (Montana).

## Geschichte
McKenzie County wurde 1905 gebildet. Benannt wurde es nach Alexander McKenzie einem politischen Führer in North Dakota.

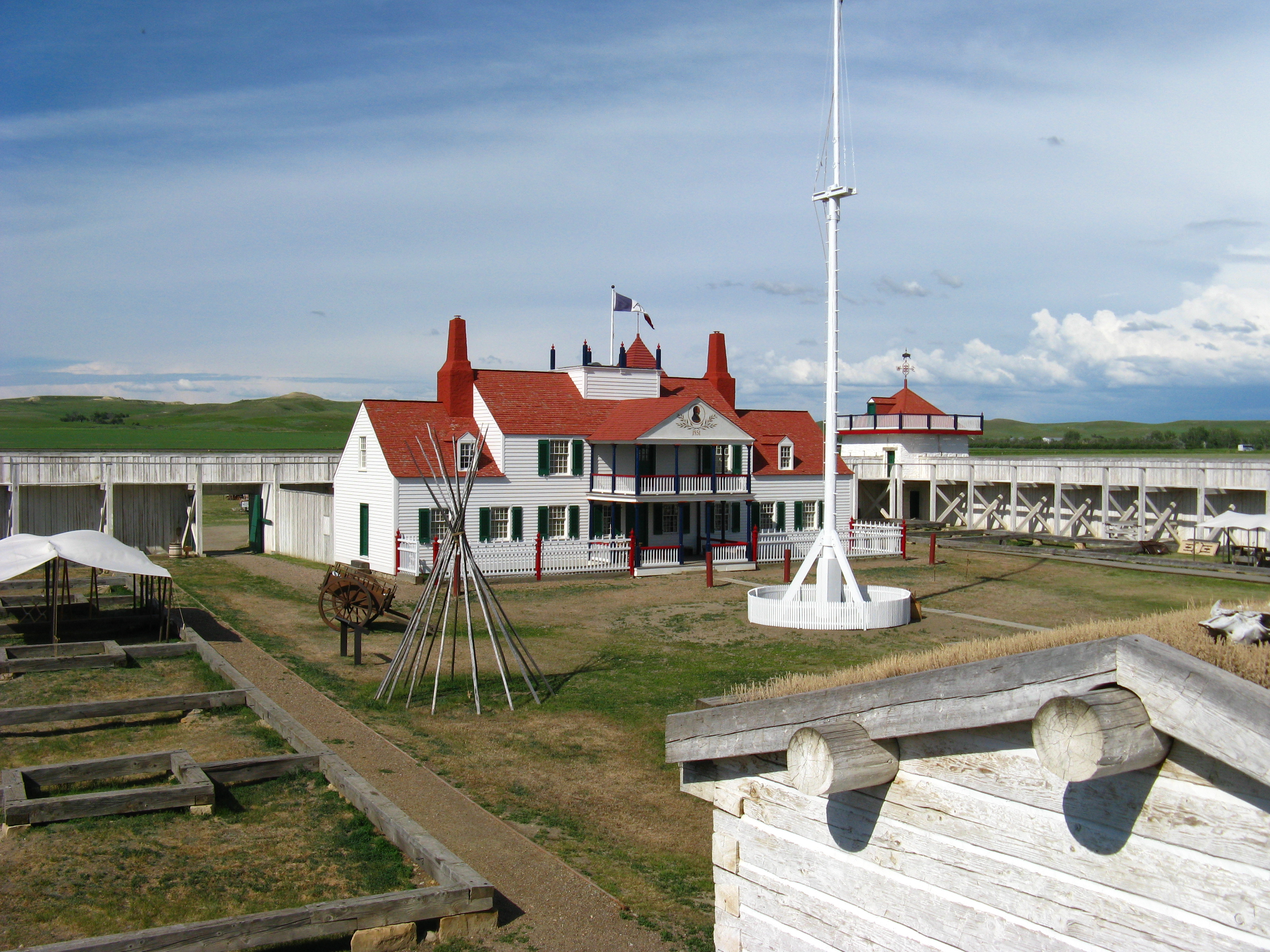
Die Fort Union Trading Post National Historic Site (2009)

Im County liegt eine National Historic Site, die Fort Union Trading Post, die auch den Status einer  National Historic Landmark hat. Drei Bauwerke des Countys sind im National Register of Historic Places eingetragen (Stand 18. März 2018).

## Demografische Daten

Alterspyramide des McKenzie County

Nach der Volkszählung im Jahr 2000 lebten im McKenzie County 5.737 Menschen. Davon wohnten 61 Personen in Sammelunterkünften, die anderen Einwohner lebten in 2.151 Haushalten und 1.548 Familien. Die Bevölkerungsdichte betrug 1 Einwohner pro Quadratkilometer. Ethnisch betrachtet setzte sich die Bevölkerung zusammen aus 77,36 Prozent Weißen, 0,07 Prozent Afroamerikanern, 21,18 Prozent amerikanischen Ureinwohnern, 0,05 Prozent Asiaten, 0,02 Prozent Bewohnern aus dem pazifischen Inselraum und 0,14 Prozent aus anderen ethnischen Gruppen; 1,19 Prozent stammten von zwei oder mehr Ethnien ab. 1,01 Prozent der Bevölkerung waren spanischer oder lateinamerikanischer Abstammung.
Von den 2.151 Haushalten hatten 34,5 Prozent Kinder und Jugendliche unter 18 Jahre, die bei ihnen lebten. 57,9 Prozent waren verheiratete, zusammenlebende Paare, 9,3 Prozent waren allein erziehende Mütter, 28,0 Prozent waren keine Familien, 25,8 Prozent waren Singlehaushalte und in 13,1 Prozent lebten Menschen im Alter von 65 Jahren oder darüber. Die Durchschnittshaushaltsgröße betrug 2,64 und die durchschnittliche Familiengröße lag bei 3,17 Personen.
Auf das gesamte County bezogen setzte sich die Bevölkerung zusammen aus 30,6 Prozent Einwohnern unter 18 Jahren, 5,5 Prozent zwischen 18 und 24 Jahren, 23,3 Prozent zwischen 25 und 44 Jahren, 24,9 Prozent zwischen 45 und 64 Jahren und 15,7 Prozent waren 65 Jahre alt oder darüber. Das Durchschnittsalter betrug 40 Jahre. Auf 100 weibliche Personen kamen 100,7 männliche Personen. Auf 100 Frauen im Alter von 18 Jahren oder darüber kamen statistisch 98,9 Männer.
Das jährliche Durchschnittseinkommen eines Haushalts betrug 29.342 USD, das Durchschnittseinkommen der Familien betrug 34.091 USD. Männer hatten ein Durchschnittseinkommen von 26.351 USD, Frauen 20.147 USD. Das Prokopfeinkommen betrug 14.732 USD. 13,7 Prozent der Familien und 17,2 Prozent Familien lebten unterhalb der Armutsgrenze. Davon waren 22,1 Prozent Kinder oder Jugendliche unter 18 Jahre und 12,7 Prozent waren Menschen über 65 Jahre.